# Миньтуань
Ми́ньтуань, или Минтуа́нь, или  Миньту́ань, или Миньтуани (кит. трад. 民團 — народные отряды или крестьянские дружины) ― организации в Китае, которые существовали до 1949 года, до победы Народной революции. Первоначально — местные добровольные организации населения для борьбы с бандитизмом, имевшим широкое распространение в старом Китае.  Позднее, постепенно, оказались целиком под контролем помещиков и превратились в своеобразную помещичью полицию. Составлялись из деклассированных элементов китайской деревни и из тех групп крестьянства, которые находились в личной зависимости от помещиков, являясь их холопами и прислужниками. С помощью минтуаней помещики осуществляли свое господство над крестьянством, выколачивая из крестьян арендную плату и другие сборы. Минтуани преследовали и арестовывали революционные и недовольные элементы среди крестьянства и боролись в интересах помещиков с крестьянским движением в Китае.